# Тихий Берег
Ти́хий Бе́рег (укр. Тихий Берег), село, 
Шиповатский сельский совет,
Великобурлукский район,
Харьковская область.
Село ликвидировано в ? году.

## Географическое положение
Село Тихий Берег находится на левом берегу реки Великий Бурлук,
ниже по течению на расстоянии в 1 км расположено село Ивановка (Нижнебурлукский сельский совет, Шевченковский район),
на противоположном берегу — село Средний Бурлук.

## История
- Середина XVIII века - дата основания.
- В 1966 году село входило в Среднебурлуцкий сельсовет.
- После 1967 село передано в состав Шиповатский сельский совет (Харьковская область).
- До 1976 село было ликвидировано.